# Simon Vouet
Simon Vouet (9. januar 1590 i Paris – 30. juni 1649 sammesteds) var en fransk maler.
Vouet var elev af faren, den lidet betydelige maler Laurent Vouet, og kom som halvt barn til England for at male et dameportræt. 

## Karriere
Allerede som tyveårig var Simon Vouet portrætmaler ved hoffet i Konstantinopel. Herfra kom han 1612 til Venezia, hvor han blev et års tid og studerede særlig Paolo Veroneses kunst, drog derefter til Rom og Genova  og blev i Rom 1624 udnævnt til Principe for Accademia di San Lucca. 
I 1627 kaldte Ludvig 13. Vouet tilbage til Paris og gjorde ham til sin første hofmaler. Hoffet ikke mindre end den højeste adel kappedes om at beskæftige ham, en talrig skole af elever sluttede sig til ham, han stod som centrum for datidens franske kunst og nød et enestående ry. Vanskeligt er det for eftertiden at forstå, at Vouet har kunnet nå denne berømmelse: han er en upersonlig eklektiker, der, efterhånden som bestillingerne hobede sig op, blev mere og mere overfladisk, stadig mere sjælløs i det åndelige udtryk, bestandig koldere og usandere i sin farve. Kun armod på virkelig habile alsidige malere i fransk kunst på den tid kan til en vis grad forklare, at Vouet kom til at indtage den stilling, han indtog. 

## Værker
Af hans arbejder er utvivlsomt de fra hans italienske periode de bedste: malerierne i Palazzo Doria i Genova, hans (tabte) billede til Peterskirken med den hellige Franciscus og andre hellige, nadveren i domkirken i Loreto. I franske kirker nævnes alterbilleder i Saint-Eustache og Saint-Merri i Paris; i Louvre er han repræsenteret ved et af sine bedste arbejder: Kristus fremstilles i Templet, endvidere ved Kristi Gravlæggelse, allegori på rigdommen og rytterportræt af Ludvig 13.; i Versailles: Ludvig 14. som dreng til hest, kronet af ryet. Talrige dekorative lofts- og vægbilleder i Louvre, Palais Royal, i Hôtel de Bullion, Hotel Séguier og slottet Chilly hører til hans mere tiltalende arbejder (loftsmaling med portræt af Richelieu [1632] på dets oprindelige plads det nuværende Nationalbibliotek). En stor og vigtig mission fik Vouet for fransk kunsts udvikling: han var en fremragende lærer; fra hans værksted udgik en række af de kunstnere, der skulle blive den følgende generations store navne: Malere som Eustache Le Sueur, Charles Le Brun, Pierre Mignard og mange andre, kobberstikkere som hans svigersøn Michel Dorigny, der sammen med andre udbredte hans ry med talrige stik.

## Galleri
- Korsfæstelsen, 1622
- allegori på rigdommen, mellem 1635 og 1640
- Alterbillede i Saint Merri, 1640
- Apollo og musen, 1640
- Madonna og barnet, første halvdel af 1700

## Ekstern henvisning
- Wikimedia Commons har flere filer relateret til Simon Vouet
- Vouet, Simon i Salmonsens Konversationsleksikon (2. udgave, 1928), forfattet af A. Røder og Axel Holck